# گلن‌هیون، نیو ساوت ولز
گلن‌هیون (به انگلیسی: Glenhaven) یک حومه شهر در استرالیا است که در نیو ساوت ولز واقع شده‌است.